# Ghislain Vasseur
Ghislain Vasseur (* um 1935 in Le Havre) ist ein französischer Badmintonspieler.

## Karriere
Ghislain Vasseur siegte 1955 bei den French Open im Herrendoppel gemeinsam mit Pierre Lenoir. 1956 war er erstmals bei den nationalen Titelkämpfen erfolgreich, wobei er gleich in allen drei möglichen Disziplinen siegreich war. 16 weitere Titelgewinne folgten bis 1965. 1957 und 1958 siegte er bei den Paris International.

## Sportliche Erfolge
| Saison    | Veranstaltung              | Disziplin    | Platz | Name                               |
| --------- | -------------------------- | ------------ | ----- | ---------------------------------- |
| 1955      | French Open                | Herrendoppel | 1     | Pierre Lenoir / Ghislain Vasseur   |
| 1955/1956 | Französische Meisterschaft | Herreneinzel | 1     | Ghislain Vasseur                   |
| 1955/1956 | Französische Meisterschaft | Mixed        | 1     | Ghislain Vasseur / Josée Izabelle  |
| 1955/1956 | Französische Meisterschaft | Herrendoppel | 1     | Ghislain Vasseur / Pierre Lenoir   |
| 1956/1957 | Französische Meisterschaft | Damendoppel  | 1     | Annie Groene / Josée Izabelle      |
| 1956/1957 | Französische Meisterschaft | Herreneinzel | 1     | Ghislain Vasseur                   |
| 1957/1958 | Französische Meisterschaft | Mixed        | 1     | Ghislain Vasseur / Josée Izabelle  |
| 1957/1958 | Französische Meisterschaft | Dameneinzel  | 1     | Annie Groene                       |
| 1957/1958 | Französische Meisterschaft | Herrendoppel | 1     | Ghislain Vasseur / Pierre Lenoir   |
| 1957/1958 | Französische Meisterschaft | Herreneinzel | 1     | Ghislain Vasseur                   |
| 1958/1959 | Französische Meisterschaft | Dameneinzel  | 1     | Annie Groene                       |
| 1958/1959 | Französische Meisterschaft | Herreneinzel | 1     | Ghislain Vasseur                   |
| 1958/1959 | Französische Meisterschaft | Mixed        | 1     | Ghislain Vasseur / Annie Groene    |
| 1958/1959 | Französische Meisterschaft | Damendoppel  | 1     | Régina Augry / Annie Groene        |
| 1960/1961 | Französische Meisterschaft | Herrendoppel | 1     | Ghislain Vasseur / Christian Badou |
| 1961/1962 | Französische Meisterschaft | Herrendoppel | 1     | Ghislain Vasseur / Christian Badou |
| 1961/1962 | Französische Meisterschaft | Herreneinzel | 1     | Ghislain Vasseur                   |
| 1962/1963 | Französische Meisterschaft | Herreneinzel | 1     | Ghislain Vasseur                   |
| 1963/1964 | Französische Meisterschaft | Herrendoppel | 1     | Ghislain Vasseur / Christian Badou |
| 1964/1965 | Französische Meisterschaft | Herrendoppel | 1     | Ghislain Vasseur / Yves Corbel     |

## Referenzen
- http://badminton76.fr/histbis.html

| Personendaten    | Personendaten                  |
| ---------------- | ------------------------------ |
| NAME             | Vasseur, Ghislain              |
| KURZBESCHREIBUNG | französischer Badmintonspieler |
| GEBURTSDATUM     | um 1935                        |
| GEBURTSORT       | Le Havre                       |